# Isabella von Kastilien, Duchess of York

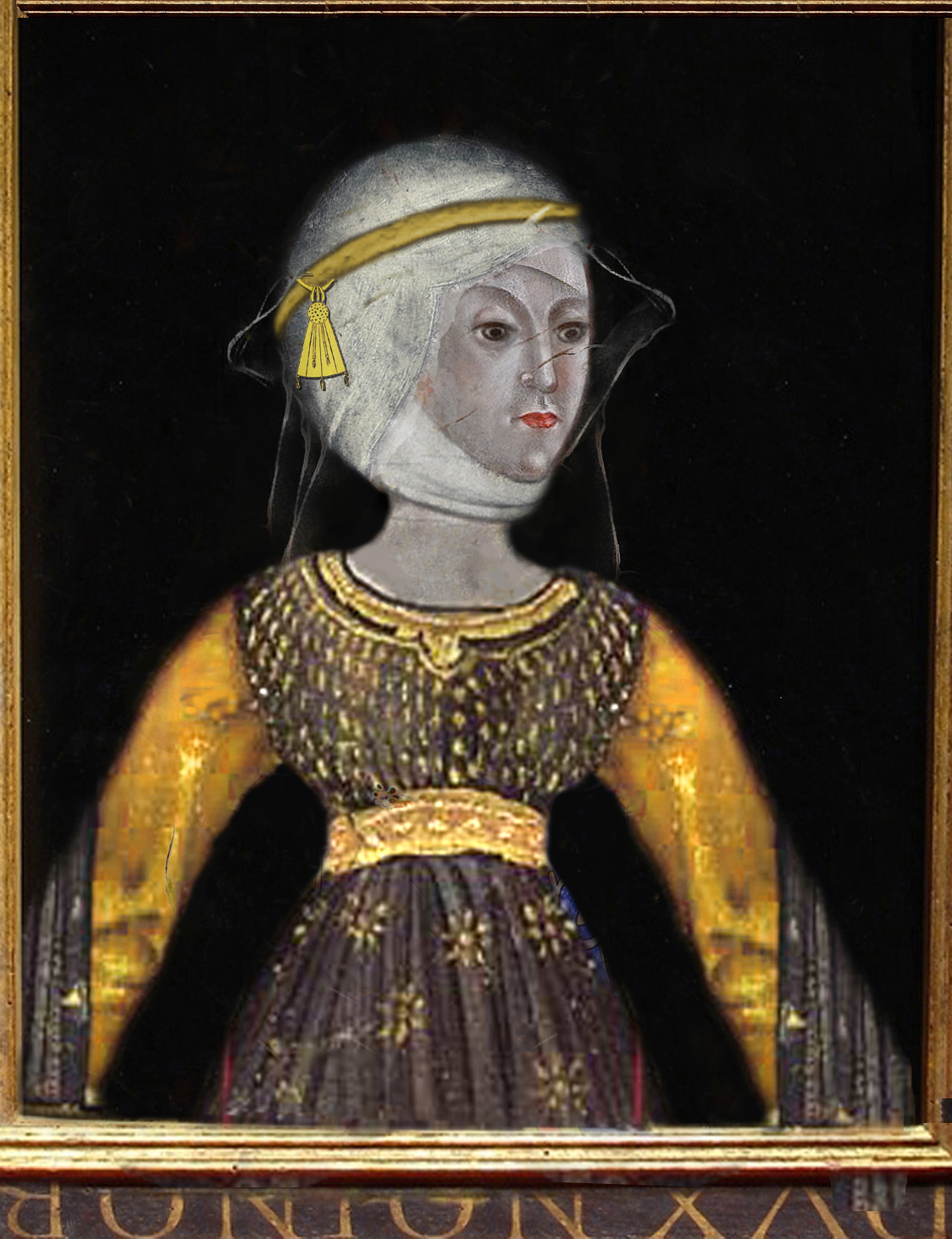
Isabella von Kastilien, Duchess of York

Prinzessin Isabella de Castilla y León LG (* Sommer 1355 in Tordesillas (nach anderen Angaben: um 1355 in Morales del Rey, Spanien); † 23. Dezember 1392 auf Hertford Castle, Hertford, Hertfordshire) war eine spanische Adlige und durch Heirat Duchess of York.

## Leben
Isabella de Castilla y León war eine Tochter des kastilischen Königs Peter des Grausamen (1334–1369) und dessen Ehefrau zur linken Hand María de Padilla (1334–1361), Tochter des Juan García de Padilla, 1. Señor de Villagera, und dessen Frau María Fernández de Henestrosa. Sie war die jüngere Schwester, sowie Schwägerin, der Konstanze von Kastilien (1354–1394), verheiratete Duchess of Lancaster.
Aus politischen Erwägungen ihrer Familie wurde sie im Frühjahr des Jahres 1372 auf Hertford Castle mit dem englischen Adligen Edmund of Langley, 1. Duke of York (1341–1402), viertem Sohn Königs Eduard III. und dessen Ehefrau Philippa von Hennegau, verheiratet. Dieser Verbindung entsprangen drei Kinder:
- Edward of Norwich, 2. Duke of York (1373–1415), gefallen in der Schlacht von Azincourt

⚭ 1415 Philippa von Mohun (1376–1431)
- Constanze von York (1374–1416), Countess of Gloucester

⚭ 1397 Thomas le Despenser, 1. Earl of Gloucester (1373–1400), hingerichtet,
welche eine Affäre mit Edmund Holland, 4. Earl of Kent (1384–1408) (Haus Holland), hatte
- Richard of Conisburgh, 1. Earl of Cambridge (1375–1415), hingerichtet, Großvater der Könige Eduard IV. und Richard III.

⚭ 1406 Lady Anne Mortimer (1390–1411)
⚭ 1411 Lady Matilda de Clifford (1391–1446)
Im Jahre 1378 wurde Isabella als Lady of the Garter in den Hosenbandorden aufgenommen. 1381 begleitete sie ihren Gemahl, als dieser einen missglückten Feldzug in Portugal unternahm. Der englische Chronist Thomas Walsingham berichtet, dass ihr weltgewandtes Auftreten später am Hof König Richards II. mit großem Interesse registriert worden sei. Nach ihrem am 23. Dezember 1392 erfolgten Tod wurde sie am 14. Januar 1393 in Kings Langley Manor House in Hertfordshire bestattet.

## Name während verschiedener Lebensphasen
- 1355–1372 Prinzessin Isabella de Castilla y León
- 1372–1392 Isabella of Langley, Duchess of York